# Zelenodolszk (Tatárföld)
Zelenodolszk (oroszul: Зеленодольск, tatár nyelven: Яше́л Үзә́н) város Oroszország európai részén, a Volga partján, Tatárföldön; a Zelenodolszki járás székhelye. Területe 37,73 km².
Népessége: 97 674 fő (a 2010. évi népszámláláskor). Nemzetiségi összetételében az oroszok (67%) és kisebb részben a tatárok (29%) dominálnak (2018). 

## Elhelyezkedése
Tatárföld nyugati szélén, a Marifölddel közös határ közelében, a Volga bal (északi) partján helyezkedik el. 38 km-re nyugatra fekszik Kazanytól, melynek vonzáskörzetéhez tartozik. 
Vasúti csomópont a Moszkva–Kazany vasúti fővonalon. Állomásáról (Zeljonij Dol) szárnyvonal indul ki észak felé a mariföldi fővárosba, Joskar-Olába, illetve nyugat felé a közeli Volzsszkba is. A város mellett ível át a folyón a vasúti fővonal Volga-hídja, és évtizedekig az itteni komp volt a fő közúti átkelőhely a Volgán. A déli part mentén haladó M7-es „Volga” főút hídja azonban mégsem itt, hanem kb. 15 km-rel lejjebb, Kazany mellett épült fel.
Zelenodolszk nem egy kompakt területtel rendelkező város, egyes részei viszonylag távol esnek egymástól és a központtól is. Bár 9 km hosszan terül el a Volga mentén, a lakónegyedeknek nincs kijárata a folyóhoz, nincs egybefüggő, kényelmes parti sétánya. A város egy régi, központi részből és egy szellősebb, különböző építésű lakónegyedeket egyesítő Mirnij ('Békés') nevű részből áll. Ezektől délre, a mocsaras, földnyelvekkel szabdalt partszakaszon az ipari zóna terül el.

## Története
A város helyén keletkezett Kabacsiscse település írásos említése 1865-ből való. A faluban egy amerikai vállalkozó 1890-ben gyufaüzemet létesített, megteremtve ezzel a későbbi faipar alapjait. Két évvel később a település és a közeli Gar falu egyesítésével létrejött Zeljonij Dol falu. Ugyanezt a nevet kapta a 3 km-rel arrébb 1893-ban épült vasútállomás is. 1895-ben a Volga partján hajóüzemet alapítottak, és 1898-ban francia részvényesek megkezdték egy acélöntöde építését. 1910–1913 között felépült a Volgán át vezető vasúti híd.
A szovjet korszakban az üzemeket államosították, a település 1932-ben Zelenodolszk néven városi jogot kapott, 1958-ban járási székhely lett. Az egykori öntödéből létrejött vállalatot 1931-ben hadiüzemmé alakították, mely fontos szerepet kapott a második világháború idején. 1934-től a hajógyár is részben hadiipari megrendelésekre dolgozott. Később is ez a két nagyvállalat adta a városi termelés túlnyomó részét, és lakóházakat, egészségügyi és kulturális létesítményeket is épített a dolgozói számára. 
Az 1913-ban átadott vasúti híd mellett az 1950-es évek közepén egy újabb, magasabb híd épült a második sínpár számára. 1957-ben befejeződött a Volgán kialakított Kujbisevi-víztározó feltöltése. A tározó visszaduzzasztó hatása a városnál is érvényesült: megváltoztatta a partvonalat és megemelte a folyó vízszintjét, ezért a régi vasúti hidat is megmagasították. A régi vasúti híd elemeit a centenáriumra, 2011-re befejeződött felújítás során teljesen kicserélték.

## Gazdasága

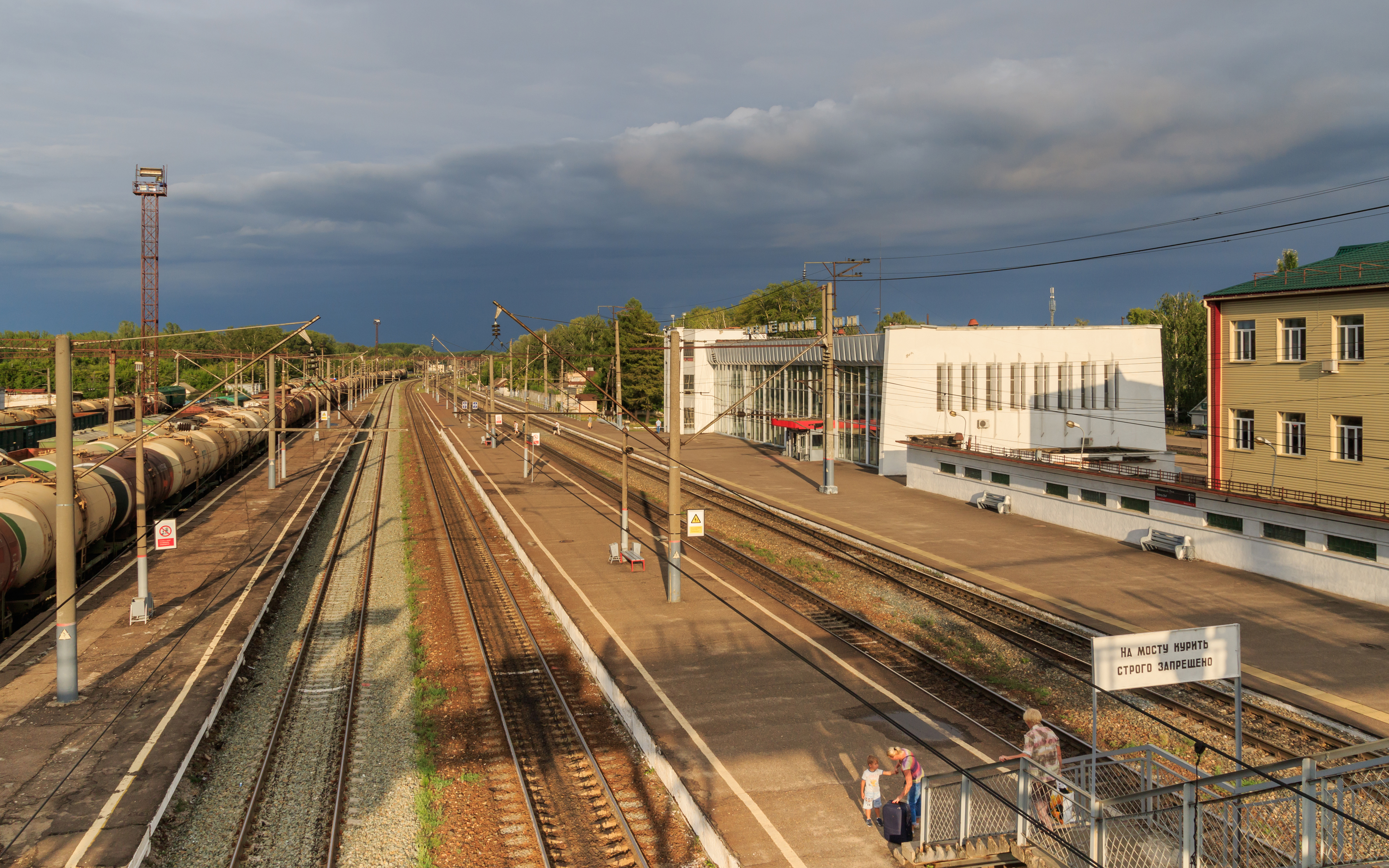
Zelenodolszk vasútállomása

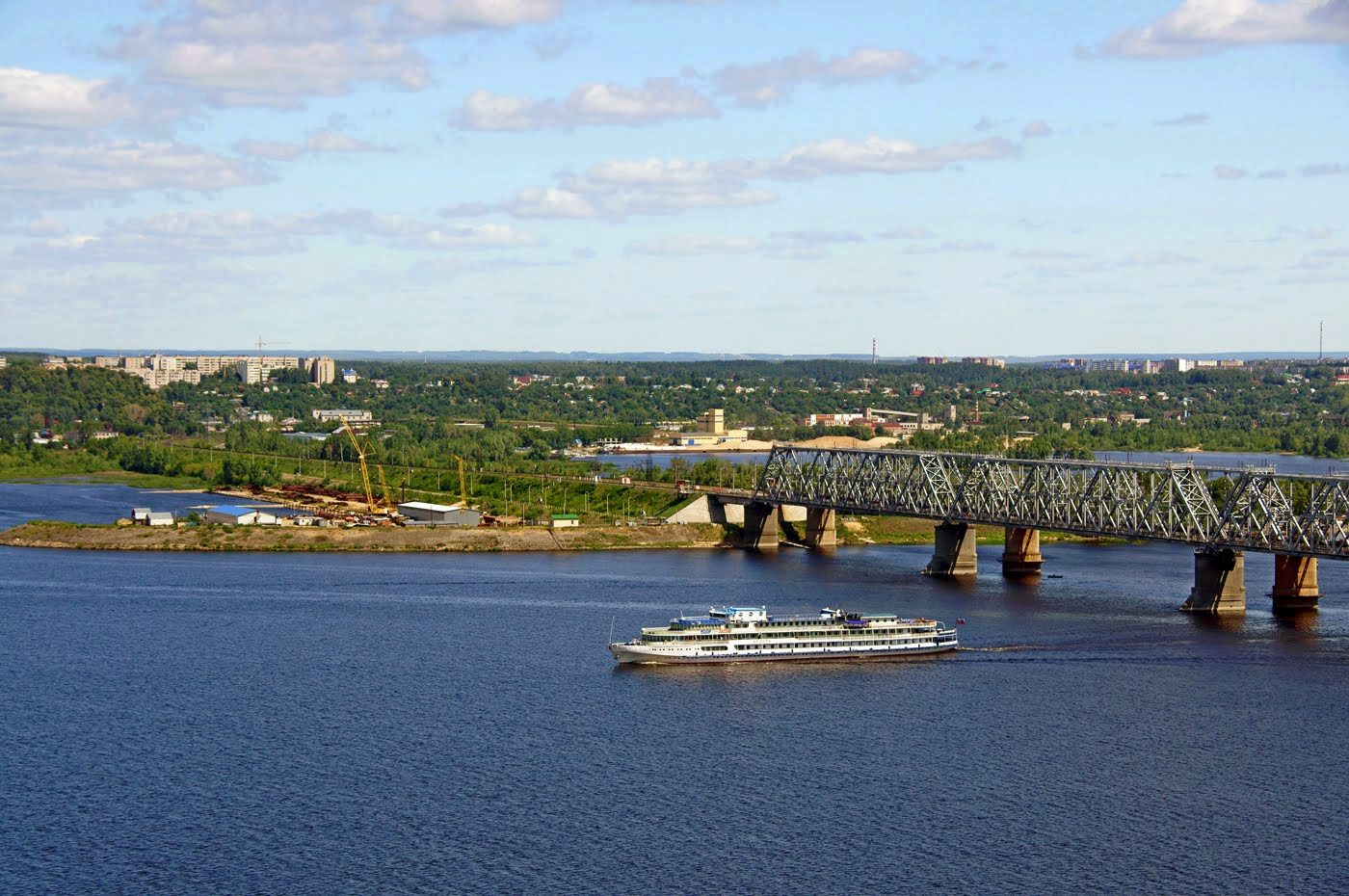
A vasúti híd a Volgán

Az 1930-as évek óta a két nagy iparvállalat – a Szergo Gyár és a Zelenodolszki Gorkij Hajógyár – határozza meg a város gazdasági életét. További fontos ágazat a fafeldolgozás (furnér-, rétegelt lemez- és bútorgyártás) és a vasúti szállítás.
A Szergo speciális gépgyár (mai rövidített nevén: POZIS) a Rosztyeh állami korporatív termelési társuláshoz tartozik. Az eredetileg 1898-ban alapított, majd Szergo Ordzsonikidze szovjet kommunista politikusról 1931-ben elnevezett vállalat a kis kaliberű tüzérségi lőszerek egyik legfontosabb szovjet gyártója volt. Időközben, az 1960-as évektől háztartási hűtőgépek gyártására is szakosodott: itt folyt a Mir márkanevű hűtőszekrények sorozatgyártása. Kb. felerészben napjainkban is hadiipari célokat szolgál: kis kaliberű lőszereket gyárt légi, tengeri és szárazföldi tüzérségi rendszerekhez. Polgári célra háztartási hűtőszekrényeket és fagyasztókat, gyógyászati hűtőberendezéseket, például vér és plazma tárolására szolgáló speciális hűtőket állít elő. A 2020-as évek elején megkezdi az ún. „okos” hűtőszekrények gyártását.
Az 1895. évi alapítású hajógyár – most már részvénytársasági formában – a különféle polgári célú hajók mellett 1934 óta foglalkozik kisebb hadihajók építésével is. Az 1960-as évek elején itt kezdődött el a Metyeor légpárnás szárnyashajók gyártása. Oroszország 2018–2027. közötti fegyverkezési programja keretében korvettek, tengeri part menti őrhajók, kisebb méretű, de modern szárnyasrakétákkal felszerelt hadihajók (például a Bujan-M típusú és továbbfejlesztetett változata) készülnek az orosz haditengerészet számára. Az új konstrukciók kialakítását a városban 1949 óta működő tervezőiroda segíti. 
Zelenodolszk fafeldolgozó- és bútoripari kombinátjának elődjét 1929-ben alapították. A Szovjetunió felbomlása után a vállalat gazdasági társasággá alakulva működött tovább, de a 2009. évi válság idején csődbe ment, és a város másik faipari cége, a rétegelt-lemez gyár vásárolta meg.